# Helenocentrismo
El helenocentrismo es la tendencia emocional que hace de la cultura helénica el criterio exclusivo para estudiar filosofía e interpretar los comportamientos de otros grupos, razas o sociedades. El término es empleado por el filósofo Enrique Dussel para describir el hecho de que en filosofía se parta siempre de Atenas. Sin embargo, pensadores abiertamente eurocéntricos, como Max Weber, también señalan que en India, China, Babilonia o Egipto ha habido meditación sobre los problemas del mundo y de la vida, filosofía de matices racionalistas y teológicos.
Se habla de manera laudatoria de la democracia ateniense, pero Dussel destaca que la palabra demos viene de Egipto y significa aldea. Este autor enfatiza que la política no nació en Grecia, que prácticamente todas las instituciones políticas de Grecia tienen origen fenicio, caldeo o egipcio. La palabra dique, que significa justicia, también es de origen caldeo. Pese a lo anterior, Dussell recuerda que, en las facultades de filosofía del mundo, prácticamente todos son helenocéntricos. Frente a la filosofía griega, está la india, la islámica, la de origen mesoamericano, la china. Esta última, vasta, ha seguido viviendo de manera ininterrumpida, pues la gente en China ha leído y sigue leyendo a Confucio.
Quienes denuncian el helenocentrismo, como Dussel, destacan que Europa fue el centro del mundo tan solo desde hace 200 años, pero que el europeo estaba aislado en la Edad Media. Bagdad, en cambio, fue durante 500 años el epicentro político del mundo. «Había cientos de caravanas ―continúa Dussel― que salían de todo el mundo a Bagdad. Allí estaba el Instituto Tecnológico de Massachusetts del siglo IX. Estaban muchísimo más avanzados que los europeos».